# 케이트 오툴
케이트 에어웬 오툴(Kate Eurwen O'Toole, 1960년 2월 26일 ~ )은 영국의 배우이다. 배우 피터 오툴과 배우 샨 필립스의 자녀이다.
스트랫퍼드어폰에이번에서 태어났다.

## 출연 작품
- 하이더웨이스 (2011년)
- 맨 온 더 트레인 (2011년) - 비비안 역
- 자벨리나 (2009년)
- Eden (2008)
- A컵 32A (2007년)
- 리그 오브 젠틀맨스 아포칼립스 (2005년)
- 포제션 (2002년)
- 노라 (2000년)
- 래프터 인 더 다크 (1969년)

### 텔레비전
- 튜더스 (2007-09) - 레이디 솔즈버리 역